# Karl-Heinz Leiteritz
Karl-Heinz Leiteritz (* 23. Juni 1947 in Friedersdorf) ist ein ehemaliger deutscher Leichtathlet, der für die DDR antrat.

## Sportliche Karriere
Karl-Heinz Leiteritz startete für die SG Dynamo Dresden und den SC Einheit Dresden. Er gewann drei Meistertitel in der DDR: 1974 im Crosslauf, 1978 in der Halle über 5000 Meter und 1978 im Freien über 10.000 Meter.
Karl-Heinz Leiteritz trat von 1973 bis 1978 bei 14 Wettkämpfen im Nationaltrikot an. Bei den Europameisterschaften 1974 in Rom belegte er den 21. Platz über 10.000 Meter. 1975 gewann Leiteritz im Europacup über 10.000 Meter, nachdem er 1973 Dritter geworden war.

## Bestleistungen
- 5000 Meter: 13:33,0 Minuten, 12. Juni 1974, Ost-Berlin
- 10.000 Meter: 28:13,6 Minuten, 4. Juli 1974, Leipzig
- Marathon: 2:19:22 Stunden, 1. Mai 1971, Karl-Marx-Stadt